# Schmidleithen
Schmidleithen ist ein Gemeindeteil der Gemeinde Warmensteinach im Landkreis Bayreuth (Oberfranken, Bayern). Schmidleithen liegt in der Gemarkung Oberwarmensteinach.

## Geografie
Ein Anliegerweg führt von Vordergeiersberg kommend 300 Meter weiter südlich zur Einöde, die am Rande des Tals der Warmen Steinach liegt.

## Geschichte
1792 bestand „Schmidleuten auf Geiersberg“ aus einem Anwesen mit 1⁄8 Hoffuß.
Mit dem Ersten Gemeindeedikt wurde Schmidleithen dem 1808 gebildeten Steuerdistrikt Oberwarmensteinach und der 1818 gebildeten Ruralgemeinde Oberwarmensteinach zugewiesen. Am 1. Mai 1978 wurde Schmidleithen in die Gemeinde Warmensteinach eingegliedert.

### Einwohnerentwicklung
| Jahr      | 001824 | 001861 | 001871 | 001885 | 001900 | 001925 | 001950 | 001961 | 001970 | 001987 |
| Einwohner | 6      | *      | 14     | 22     | 14     | 8      | 4      | 3      | 7      | 0      |
| Häuser    | 1      |        |        | 2      | 2      | 3      | 1      | 2      |        | 0      |
| Quelle    | [ 7 ]  | [ 10 ] | [ 11 ] | [ 12 ] | [ 13 ] | [ 14 ] | [ 15 ] | [ 16 ] | [ 17 ] | [ 1 ]  |

## Religion
Schmidleithen ist römisch-katholisch geprägt und war ursprünglich nach Mariä Verkündigung (Fichtelberg) gepfarrt. Seit Mitte des 20. Jahrhunderts ist die Pfarrei St. Laurentius (Oberwarmensteinach) zuständig.